# Lanthorn Tower

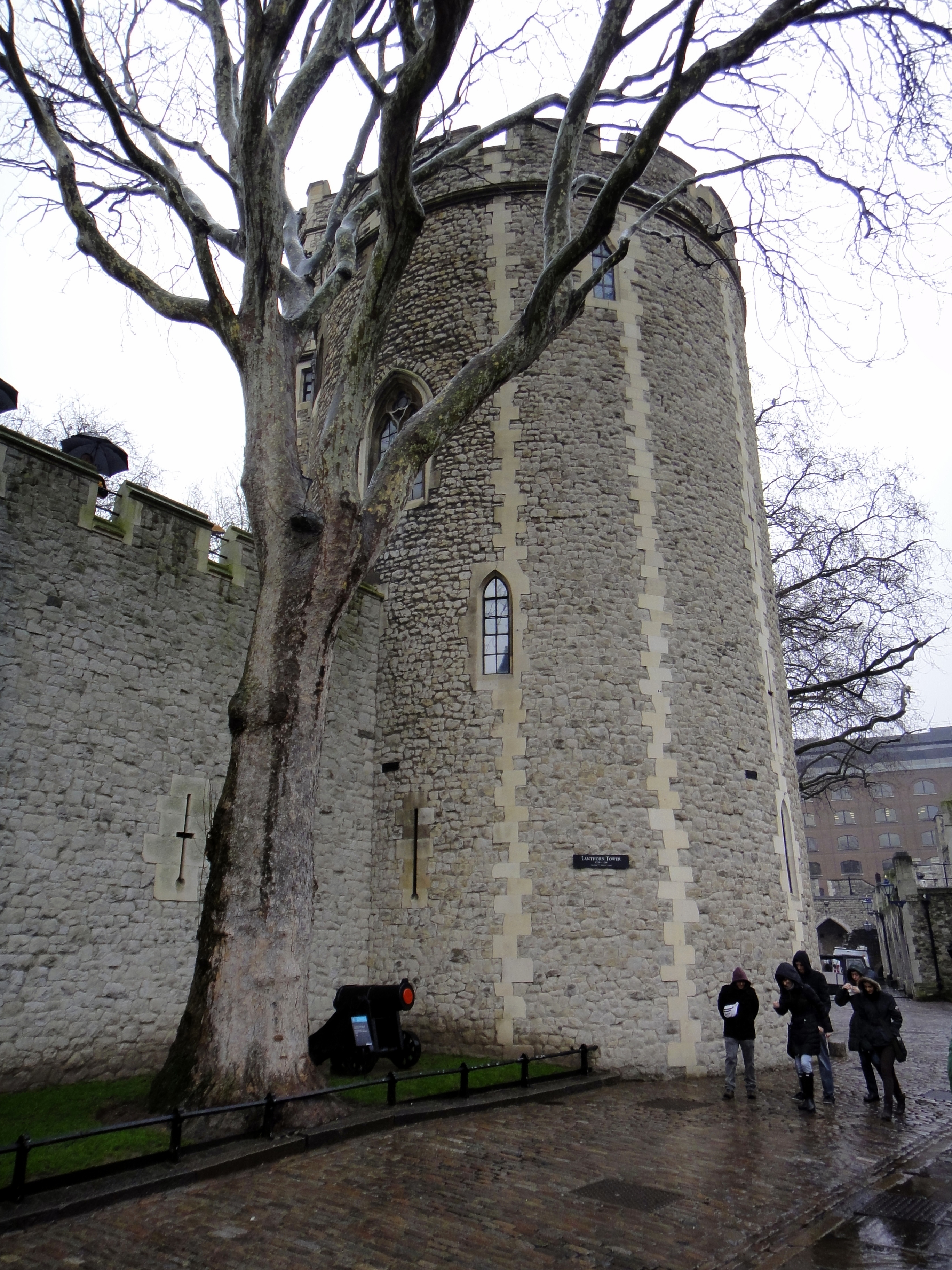
Lanthorn Tower, aus dem Innenhof heraus gesehen

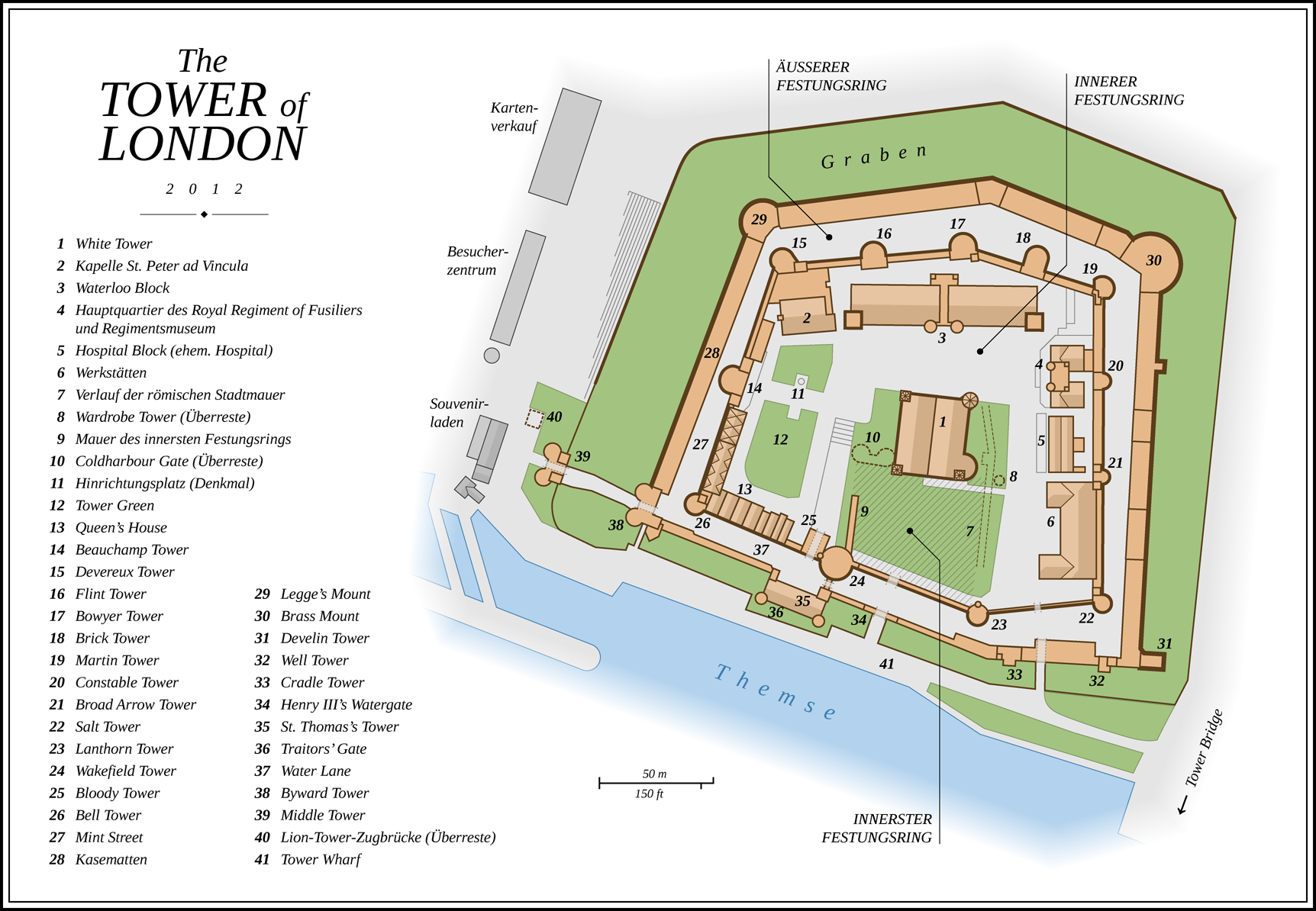
Plan des Towers of London mit dem Lanthorn Tower im Südwesten (No. 23)

Der Lanthorn Tower ist ein Turm in der Festungsanlage des Tower of London. Der Turm wurde im 19. Jahrhundert an Stelle eines alten Turms errichtet und ist damit eines der jüngsten Gebäude der Festung.
Der erste Lanthorn Tower wurde in den Jahren 1220–1226 unter Heinrich III. errichtet, und 1777 bei einem Feuer zerstört. Ursprünglich bildete er das Gegenstück zum Wakefield Tower, beide zusammen begrenzten die Great Hall, die heute ebenfalls zerstört ist. Als John Taylor in den 1870ern den Tower umfangreich restaurierte und versuchte ihm wieder ein mittelalterliches Aussehen zu geben, ließ er auch den Lanthorn Tower neu errichten.
Die Mauer zwischen Lanthor und Wakefield Tower ist ebenfalls ein Werk von Taylor aus dem 19. Jahrhundert und erinnert nur oberflächlich an die mittelalterlichen Bauwerke, die sich im Tower befinden. Sie ist kaum geschmückt, zeigt in ihrer Gradlinigkeit deutlich die Züge industrieller Produktion.